# Питомцы зоопарка
«Питомцы зоопарка» — цикл рассказов Веры Чаплиной, вошедший в классику отечественной детской литературы о животных.

## История создания
Рассказы о питомцах Московского зоопарка — центральный цикл творчества писательницы, работа над ним заняла около 40 лет. В основу одного из последних рассказов цикла, «Раджи» (1965), легли записи 1925—1926 годов, в которых Вера Чаплина, тогда ещё участница кружка юных биологов (КЮБЗ), вела подробные наблюдения за привезенным бенгальским тигром Раджи, схватывая черты его необычайного характера.
В 1933—1934 годах её зарисовки из жизни зоопарка появляются в журнале «Юный натуралист» и «Тридцать дней». Тогда же Чаплина создает в зоопарке экспериментальную площадку молодняка, о которой в 1935 году публикует книгу очерков: «Малыши с зелёной площадки». Середина 1930-х — время ярких достижений и стремительного успеха молодой сотрудницы Московского зоопарка, выкормившей и воспитавшей львицу Кинули в комнате коммунальной квартиры, возглавившей секцию хищников и выпустившей свою вторую книгу «Мои воспитанники» (1937) . В состав этого сборника вошли первые рассказы будущего цикла: «Нюрка», «Лоська», «Чужой», «Домовой в Зоопарке», «Тюлька», «Копуша», «Арго» и повесть «Кинули».
После войны Вера Чаплина полностью переходит на литературную работу, но продолжает писать о своих недавних воспитанниках и о питомцах, с которыми работают её товарищи по зоопарку. В книгу «Четвероногие друзья» (1947) вошли новые рассказы: «Шанго», «Малышка», «Фомка — белый медвежонок», «Ная-выдрёнок», «Куцый», «Обыкновенная кошка», «Волчья воспитанница»; кроме того, была существенно переработана повесть о Кинули.
Следующий сборник писательницы (1955) дал общее название циклу — «Питомцы зоопарка» — и определил его двухчастную структуру: в первую часть вошли рассказы о воспитанниках Веры Чаплиной, во вторую — истории о других обитателях Московского зоопарка. Среди последних: «Кондор», «Мусик», «Крылатый друг», «Марьям и Джек». Свою окончательную редакцию получила повесть «Кинули».
Работа над циклом завершилась почти через 20 лет после того, как Чаплина покинула зоопарк: в 1965 году вышла в свет итоговая версия «Питомцев», дополненная ещё одиннадцатью новыми рассказами.

## Структура и состав
Цикл предваряется авторским вступлением — «Вместо предисловия», в котором писательница вспоминает о том, как подростком поступила в кружок юных биологов, как создавались Новая территория столичного зоопарка и Площадка молодняка.

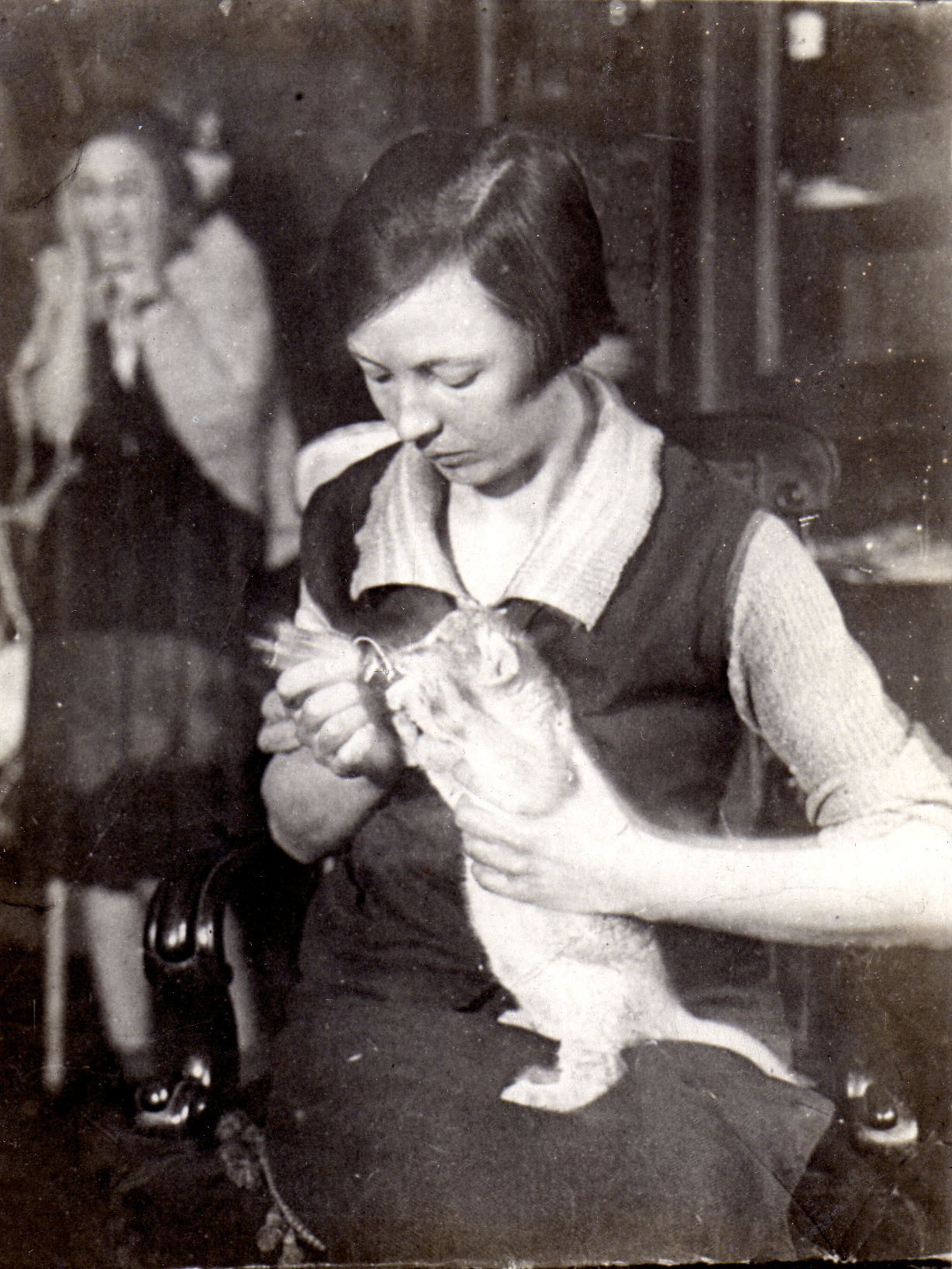
Герои повести «Кинули»: львенок и его «приемная мать»

Первую часть, «Мои воспитанники», составляют повесть «Кинули» и 13 рассказов о тех питомцах зоопарка, которых выхаживала, приручала и воспитывала сама Вера Чаплина (в скобках указаны годы первой публикации и выхода в свет окончательной редакции, а также главные персонажи-животные):

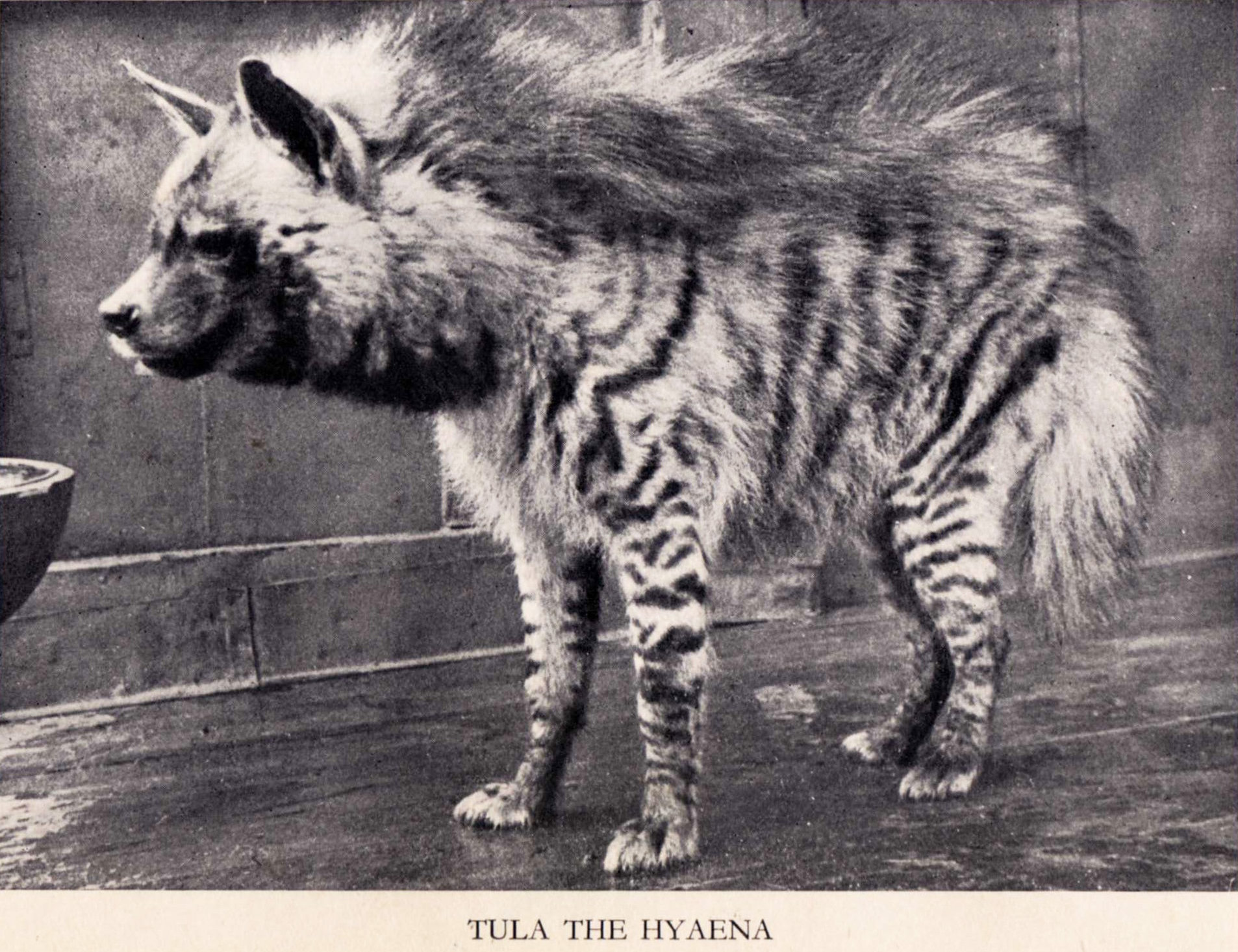
Героиня рассказа «Тюлька»

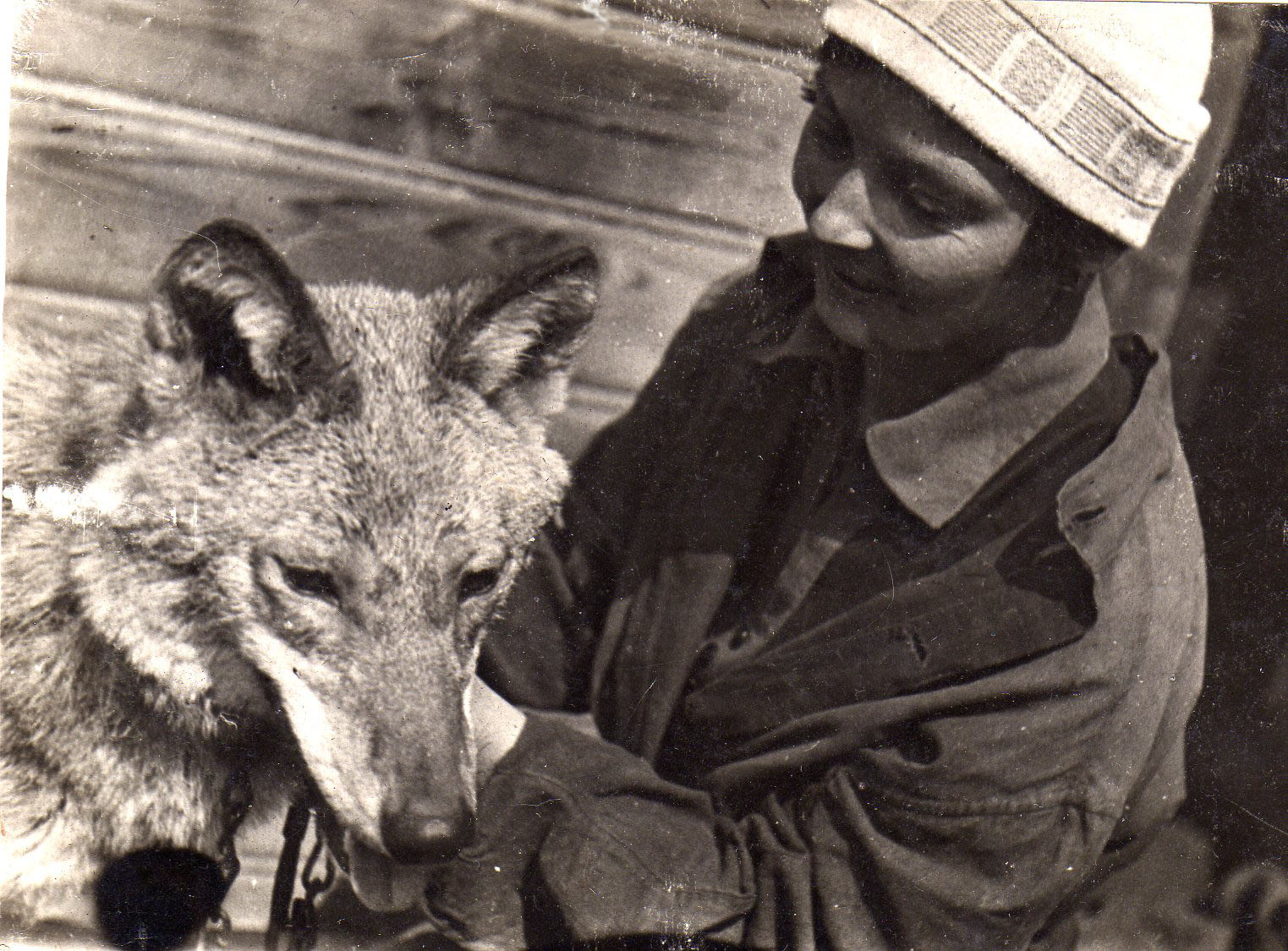
Герой рассказа «Арго» со своей воспитательницей

- Кинули (1937—1955; львица Кинули и шотландская овчарка Пери)
- Волчья воспитанница (1947—1955; овчарка Куська)
- Малышка (1940—1955; обезьянка Малышка, вожак обезьян Гришка)
- Память зверя (1963; гепард Люкс)
- Фомка — белый медвежонок (1946—1955; белый медвежонок Фомка, тигрёнок Сиротка)
- Ная-выдрёнок (1947—1955; выдрёнок Ная)
- Куцый (1935, в эпизодах «Малышей с зелёной площадки», 1947—1955; лис Куцый)
- Обыкновенная кошка (1947—1955; кошка Цуцыкариха)
- Нюрка (1937—1955; морж Нюрка)
- Чужой (1937—1955; шотландская овчарка Пери, щенок динго Чужой)
- Тюлька (1937—1965; гиена Тюлька)
- Лоська (1937—1974; лосёнок Лоська)
- Арго (1937—1955; волки Арго и Лобо)
- Раджи (1965; бенгальские тигры Раджи и Баядерка)

Во вторую часть, «Питомцы зоопарка», вошли 23 рассказа о животных зоопарка, с которыми работали друзья и коллеги писательницы:

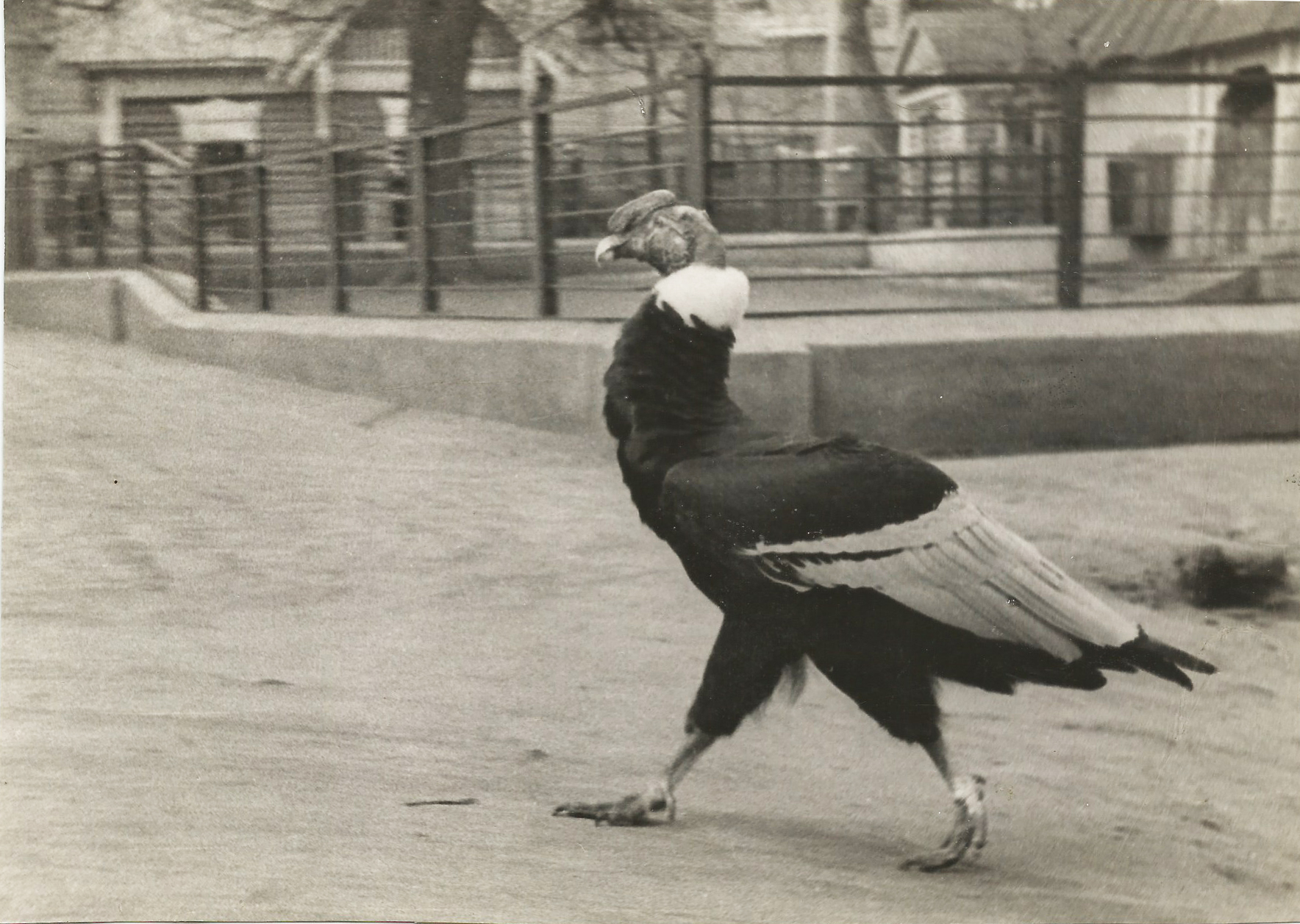
Кузя, герой рассказа «Кондор»

- Крокодилы (1965; крокодилы Матрос, Чёрный и Тихая)
- Тайна маленького геккона (1965; пять ящериц-гекконов)
- Кондор (1955; старейший житель зоопарка кондор Кузя и его подруга Кузиха)
- Росомаха (1952—1955; росомаха, пойманная в тайге и родившая в зоопарке детёнышей)
- Кровожадный зверёк (1965; ручной хорёк, сбежавший из клетки)
- Необычная клетка (1955; скворцы, перезимовавшие в открытой клетке зоопарка)
- Мусик (1955; обезьянки Микки и Мусик)
- Волк вернулся в клетку (1963; волки Каскыр и Каскырка)
- Крылатый друг (1955; лебедь Васька)
- Как зоотехник перехитрил оленей (1965; пятнистые олени)
- Медвежонок (в первой редакции — «Копуша», 1936—1955; медвежата Копуша, Лизунья и Драный Нос)
- Гнездо 13 (1955; волнистые попугайчики)
- Белла (1955; шимпанзе Белла)
- Живой подарок (1955; лисёнок Лисок)
- Догадливый лев (1965; лев Менелик)
- Галины питомцы (1965; гиацинтовые попугаи Кутя и Ара)
- «Домовой» в Зоопарке (1935—1965; барсук и леопарды Васька и Маруська)
- Невыдуманный случай (1963; огарь — красная утка)
- Вайгач (1955; помесь волка с собакой Вайгач и собака Джана с девятью щенками)
- Уголёк (1955; кошка Мурка и её выкормыш лисёнок Уголёк)
- Случай с оленем (1965; олень, преследовавший неопытного служителя)
- Шанго (1947—1965; индийские слоны Шанго, Джиндау, Молли и слонёнок Москвич)
- Марьям и Джек (1955; ручная медведица Марьям и эрдельтерьер Джек)

## Особенности цикла
«До революции, да и после выходили книги, в которых авторы описывали своих друзей-животных. Но все эти произведения были излишне субъективны. Авторы по различным побуждениям часто подменяли фактическую сторону своими личными впечатлениями. Такое отношение к описываемым событиям имеется и у Чаплиной. Это придает её рассказам эмоциональную окраску, помогает читателю правильно разобраться в обстановке. Но субъективная оценка не превалирует у писательницы над фактами. Строгая фактография в сочетании с эмоциональной окраской — одна из характерных черт творчества В. В. Чаплиной»— Ю. Д. Дмитриев О творчестве В. В. Чаплиной.
Рассказы Веры Чаплиной о питомцах зоопарка отличаются редким сочетанием собственного опыта многолетней практической работы с животными и даром художественного слова. Пожалуй, из всех отечественных зоологов, прошедших школу зоопарка, таким сочетанием обладал лишь её учитель — П. А. Мантейфель. Но образность повествования все-таки оставалась для него делом второстепенным, в то время как Чаплина работала именно над выразительностью своих рассказов, создавая яркие художественные образы. А среди профессиональных литераторов-натуралистов, таких, как М. М. Пришвин, К. Г. Паустовский, В. В. Бианки, Г. А. Скребицкий, она выделяется не просто зоопарковской темой, а уникальным личным опытом внутри этой темы. «Она писала о том, что знала хорошо, — о взаимоотношениях диких животных с человеком, о зверином городе посреди города людей… Такого постоянного, тесного общения с животными человеку практически невозможно наладить вне зоопарка. При этом обнаруживается удивительная черта многих животных — выбирать себе друзей и недругов среди людей, причем не только покровителей, но и тех, кого сами звери берут под защиту…». Можно сказать, что будущей писательнице повезло: специфика жизни Московского зоопарка в 1920-х — 1930-х годах открыла таким энтузиастам, как Чаплина, особенно широкие возможности работы и общения с самыми разнообразными четвероногими и пернатыми питомцами, а бедность зоопарковских условий содержания и выкармливания молодняка толкала сотрудников к экспериментам по домашнему выхаживанию брошенных звериных детенышей.

Письмо академика А. Ф. Иоффе Вере Чаплиной, 1957

Но воспользоваться таким подарком судьбы недостаточно. Мало умения наблюдать, досконально разбираться в повадках животного, чувствовать его психологию — надо уметь нарисовать его портрет, живо и убедительно. Чаплина мастерски овладела искусством изображать зверей (и людей) через их поведение, через сюжет рассказа. В отличие от многих коллег-натуралистов её зоопарковская проза напрочь лишена описательности: в её лексике минимум прилагательных и максимум глаголов, повествование наполнено обстоятельностью действия. Через действие читатель с первых же строк вовлекается в сцены, которые рисует Вера Чаплина. Об этом Вере Чаплиной написал академик А. Ф. Иоффе, получивший от неё издание «Питомцев зоопарка»: «Примите мою сердечную благодарность за присылку Вашей чудесной книжки, которая вновь доставила мне большую радость. Вы сумели так рассказать о своих друзьях, что они становятся нашими друзьями — научаешься смотреть на них иными глазами. Мало кому удается создать такие живые образы людей, как Ваши четвероногие…» (из письма от 26 февраля 1957 года).
Отличительная особенность стиля писательницы: сочетание ярких образов с высокой мерой их жизненной достоверности. Не создание какого-то условно-метафорического или «детского» мира зоопарка, а полновесная дань уважения натуре, людям, которые отдают свои души зверям. В предисловии к двухтомнику «Питомцы зоопарка», изданному в Токио в 1956 году, директор крупнейшего в Японии Уэно Зоопарка Тадамити Кога писал: «Читая эту книгу я получил глубокое впечатление, как специалист зоолог, для меня всё что сказано в этой книге интересно и поучительно. Но эта книга учит не только как надо обращаться к зверям, но и уверяет в том, что между человеком и зверями существует вера и любовь, и эта вера и любовь крепко связывает их выше всех. Я именно глубоко уважаю эту книгу за то, что она широко познакомила всех читателей с той работой зоопарка, которая является очень трудной и мало-известной».
В рассказах цикла «Питомцы зоопарка» приводится более 60 имен реально существовавших животных. И в большинстве случаев писательница не просто упоминает, а портретно показывает нам «лицо» зверя: его внешность, характер, повадки. При этом многие имена питомцев Чаплиной не только становились кличками-портретами, но и отражали творческий характер их воспитательницы. Отвечая на вопрос читателя, как правильно ставить ударение в имени Кинули, Чаплина писала: «…Я назвала так львенка потому, что её кинула мать, то есть Ки́нули. Вообще имена животным, которые у меня воспитывались, я всегда старалась дать со значением: леопарда звала Заботка, тигра Сиротка, белочка Кнопка, хорёк Винтик, медвежата Плакса, Шалун и т. д.» . Но кроме того, эти имена нередко окрашивались ещё и особо нежными вариациями. «Её увлекает стихия словотворчества, как каждую мать, выбирающую имя своему ребёнку или называющую его ласкательными словечками: рысь у неё — северяночка Таска, гиена Тюлька — Тюлюсенька. Имя животного делается заголовком и важной художественной деталью рассказа, а выбор имени — целым сюжетом».
В ярких портретах животных, созданных Чаплиной, всегда присутствует и образ человека. Рассказы из её зоопарковского цикла «открывают невидимую посетителям жизнь. Мы узнаем, какими тесными узами дружбы и разнообразного общения связаны животные с человеком. Не с глазеющей толпой, от которой животные впадают в стресс, болеют, „затаскивают“ насмерть детенышей, пытаясь укрыться, а со служителем, зоотехником, врачом». И хотя люди здесь уступают первый план повествования животным, человеческое поведение, характеры проявляются и становятся особенно привлекательными именно во взаимоотношениях с четвероногими друзьями.

## Избранные издания на русском языке (полные версии цикла)
- «Детская литература»: 1965, 1968, 1983
- «Гиперокс» (Москва): 1997
- «Терра-книжный клуб»: 2001
- «Дрофа»: 2001 (в двух книгах: «Мои воспитанники» и «Питомцы зоопарка»)
- «ЭКСМО»: 2007—2015
- «АСТ»: 2015

## Переводы на иностранные языки
Наиболее полные версии цикла:
- на английский язык:

«My animal friends», George Routledge & Sons Ltd., Лондон, 1939.
«Zoo babies», Foreign Languages Publishing House, Москва, 1956
«True Stories from the Moscow Zoo», Prentice-Hall, Inc, Englewood Cliffs, Нью-Джерси, 1970
- на японский язык:

«Питомцы зоопарка» (в двух томах, с предисловием директора Уэно Зоопарка), Хакуё-ся (Hakuyosha), Токио, 1956
- на французский язык:

«Mes amis à quatre pattes», Les Éditions La Farandole, Париж, 1956, 1958
- на испанский язык:

«Los amigos cuadrupedos», Международная книга, Москва, 1958
- на немецкий язык:

«Vierbeinige Freunde und Zoglinge des Zoo», Der Kinderbuchverlag, Берлин, 1958, 1968
«Vierbeinige Freunde und Zoglinge des Zoo», Прогресс, Москва, 1964, 1968, 1972
«Vierbeinige Freunde und Zoglinge des Zoo», Радуга, Москва, 1985
- на эстонский язык:

«Zoopargi kasvandikud», Eesti Riiklik Kirjastus, Таллин, 1959
- на венгерский язык:

«Negylabu barataim», Mora Ferenc Konyvkiado, Будапешт, 1955, 1975, 1983
Сборники рассказов, вошедших в цикл «Питомцы зоопарка», также издавались в переводах на другие языки: белорусский (1949), польский (1950), болгарский (1950), чешский (1950), словацкий (1950), узбекский (1952), молдавский (1952), китайский (1957, 1984), румынский (1958), арабский (1959), урду (1959), корейский (1959), хинди (1959), иврит (1961), грузинский (1961), сербский (1962, с многократными переиданиями), кабардинский (1962), балкарский (1963), португальский (1963), бенгали (1976), украинский (2007).
В 1981 году цикл «Питомцы зоопарка» был издан Шрифтом Брайля в пяти книгах издательством «Просвещение».

## Интересные факты
- В 1983 г. Вера Чаплина посвятила книгу «Питомцы зоопарка» Кружку юных биологов Московского зоопарка[21].
- Рассказы цикла вписали в историю не только имена питомцев, но и многих сотрудников Московского зоопарка. Вера Чаплина не просто упоминает их, а выстраивает сюжеты рассказов через взаимоотношения животного и человека — служителя, зоотехника, ветеринарного врача. Старейший служитель Никита Иванович становится равноправным героем истории о кондоре Кузе, привезенном в Москву в 1892 году: «Сколько лет Кузе никто точно не знает. А служитель Никита Иванович говорит, что когда пятьдесят шесть лет назад он поступил работать в Зоопарк, то кондор был уже там…» (рассказ «Кондор»)[22].
- Одним из героев рассказа «Фомка — белый медвежонок» стал известный полярный летчик, герой Советского Союза Илья Мазурук. Именно он привез с острова Котельный в свою московскую квартиру медвежонка Фомку, но вскоре «позвонил в Зоопарк и стал просить, чтобы медвежонка забрали: „Приезжайте! Выручайте! Не умеет белый медведь себя в квартире вести“». Вера Чаплина пришла ему на помощь, а вскоре подружилась с ним и с летчиком Михаилом Громовым. Лётчики-полярники были частыми гостями в Московском зоопарке[23].
- В художественном фильме режиссёра А.Столпера «Повесть о настоящем человеке» (1948), в роли свирепого медведя снималась ручная медведица Марьям — героиня рассказа «Марьям и Джек»[24]. Вера Чаплина красочно описала эпизод киносъемок с участием артиста Павла Кадочникова, отдав должное его самообладанию и чувству юмора, и вспоминала, что у Марьям был предсказуемый, добродушный нрав — что встречается среди медведей исключительно редко.
- Рассказы из цикла «Питомцы зоопарка» переводила на английский язык вдова наркома иностранных дел СССР Айви Литвинова (Ivy Litvinova): «Zoo babies» (Foreign Languages Publishing House, Москва, 1956). Кроме того, в её переводе издательство Henry Z.Walck, Inc опубликовало в США повесть Чаплиной «Кинули» (Нью-Йорк, 1965).
- Рита Райт высоко ценила творчество Веры Чаплиной, Сергей Образцов с сожалением признавался ей, что в его книге «про львов ничего не написано», Сергей Михалков называл Чаплину-писателя «знатоком всех зверят», а Наталья Дурова подписала ей свою книжку: «Вере Васильевной Чаплиной, Учителю от ученицы, с обожанием»[25].